# Alexander Schmorell
Alexander Schmorell (Oremburgo, actual Rusia, 16 de septiembre de 1917-Múnich, actual Alemania, 13 de julio de 1943) fue uno de los cofundadores del grupo de Resistencia alemana Rosa Blanca (en alemán, Weiße Rose).
Fue canonizado por la iglesia ortodoxa en 2012.

## Vida
Su padre era un médico alemán criado en Rusia, y su madre rusa falleció cuando apenas era un niño. Se mudó a Múnich con su padre en 1921, a la edad de cuatro años, acompañados por la niñera rusa, la cual ocupó el puesto de la madre fallecida en su desarrollo. Como ella hablaba apenas alemán, se crio bilingüe.
Tras el bachillerato, fue llamado a las filas del Reichsarbeitsdienst y posteriormente a la Wehrmacht. En 1938 tomó parte como soldado en el Anschluss, la anexión de Austria, y, acto seguido, en la ocupación de Checoslovaquia. Después del servicio militar, en 1939 surgió su talento artístico. En otoño, de 1940 regresó a la Studentenkompanie en Múnich, donde conoció a Hans Scholl y más tarde también a Willi Graf. Junto con Hans Scholl, redactó las cuatro primeras octavillas de la Rosa Blanca.

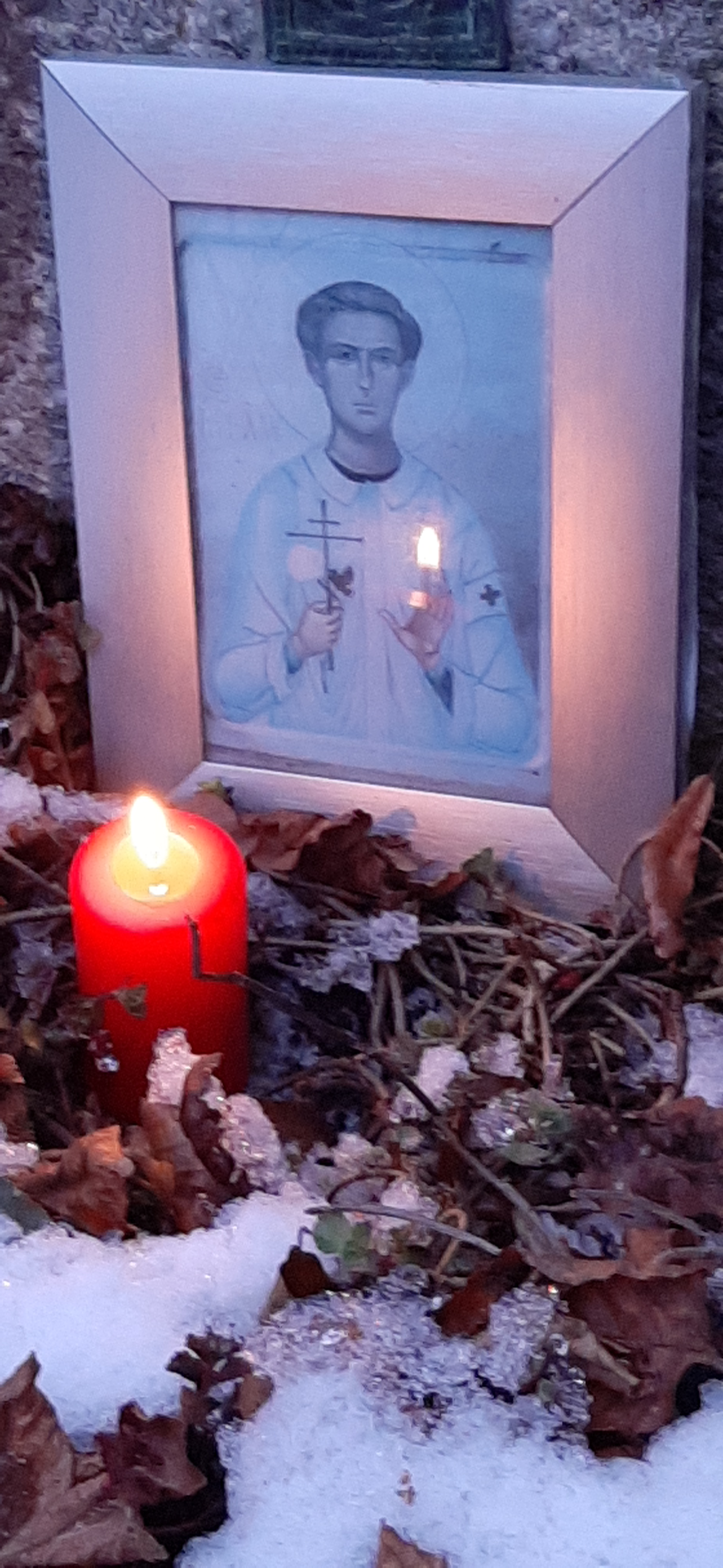
Icono de San Alexander Schmorell

En junio de 1942 tomó parte en la campaña rusa de la operación Barbarroja como enfermero, junto con Hans Scholl, Willi Graf y Jürgen Wittenstein. De vuelta de Rusia, continuó sus estudios en Múnich durante el semestre del invierno de 1942/43. En diciembre de 1942, buscó con Hans Scholl contacto con el catedrático Kurt Huber. Juntos redactaron en enero de 1943 la quinta octavilla «¡Llamada a todos los alemanes!», que Alexander Schmorell repartió en ciudades austriacas. Junto con Hans Scholl y Willi Graf escribió también consignas como «Abajo con Hitler» y «Libertad» en las paredes de las casas en Múnich.
Tras la detención de Christoph Probst, Hans y Sophie Scholl, intentó huir. Sin embargo, fue detenido el 24 de febrero de 1943, el día del entierro de sus amigos. Fue condenado a muerte el 19 de abril de 1943 en el segundo proceso contra la Rosa Blanca por el juez Roland Freisler del Volksgerichtshof (tribunal del pueblo). El 13 de julio, a la edad de 25 años, fue ejecutado en la guillotina junto con Kurt Huber en la prisión de Munich-Stadelheim. Fue sepultado en el cementerio de Perlacher Forst, en la tumba N.º 76-1-26.
Una calle del barrio de Grünewald en Múnich lleva su nombre.

## Santo
Alenxander Schmorell fue canonizado por la Diócesis de Berlín y Alemania de la Iglesia Ortodoxa Rusa Fuera de Rusia como Portador de la Pasión en el año de 2012. Es venerado también por varios fieles Católicos.